# Розтріщеник прекрасний
Розтріщеник прекрасний (Schistidium pulchrum) — вид мохів порядку гріміальних (Grimmiales).

## Поширення
Батьківщиною є Європа, Північна Америка, Азія.
Населяє скелі в дещо затінених місцях існування; на висотах від 0 до 2500 м.

## Характеристика
Рослини у відкритих до компактних пучках, (жовто-)зелені, оливкові, іноді коричневі чи чорнуваті. Стебла 1.2–5 см. Листки прямі або зігнуті, іноді черепитчасті, але зазвичай з розпростертими кінчиками, іноді слабо викривлені, яйцювато-ланцетні, 1.5–2.3 мм; краї зазвичай загнуті майже до верхівки, гладкі, але іноді злегка зубчасті вздовж прибіжної частини ості; верхівки гострі чи тупуваті. Статевий стан автоіктичний (чоловічі й жіночі органи на одній рослині, але на окремих гілках). Коробочка оранжево-коричнева чи червонувато-коричнева, циліндрична, 0.8–1.3 мм. Спори 11–15 мкм, дрібнозернисті. Коробочки дозрівають від пізньої весни до початку літа.